# 34412 Tamicruz
34412 Tamicruz este o planetă minoră (asteroid) din centura de asteroizi. A fost descoperită pe 5 septembrie 2000 la Experimental Test Site⁠(d) de Lincoln Near-Earth Asteroid Research. 
Obiectul prezintă o orbită caracterizată de o semiaxă mare de 2,8316615 UAi, o excentricitate de 0,04, o înclinație de 2,72341 ° în raport cu ecliptica.